# Nessuno è imbattibile
Nessuno è imbattibile è un album del cantante Gianni Dei pubblicato nel 1994 dalla Columbia.

## Tracce
1. Non c'è più tempo (G. Dei, M. Galasso, P. Leon)
2. Se telefonando (Maurizio Costanzo, G. De Chiara, Ennio Morricone)
3. Nessuno è imbattibile (G. Dei, P.D'Angiò, Rainis)
4. Amici pazzi (G. Dei, E. Bassetta)
5. Ti riavrò (G. Dei, R. Onofri, D. Poggi)
6. Dio dalle un altro amore (G. Dei, C. Castellari)
7. C'est la vie (G. Dei, B. Thomas, R. Onofri, G. Onofri, G. Costantini)
8. Americana (G. Dei, R. Onofri, G. Onofri)
9. Sono cresciuto (G. Dei, D. Baldan Bembo)
10. Voglia di boogie (G. Dei, M. Parmigiani)
11. I giardini dell'infanzia (G. Dei, C. Castellari, R. Onofri)
12. Numeri numeri (G. Dei, M. Ferradini)
13. Il mare urla (G. Dei, C. Castellari)
14. Musica e luci (G. Dei, A. De Nardis, M. Parmigiani)